# Antiphytum
Antiphytum es un género de plantas con flores perteneciente a la familia Boraginaceae. Comprende 18 especies descritas y de estas, solo 12 aceptadas.

## Taxonomía
El género fue descrito por DC. ex Meisn.  y publicado en Plantarum vascularium genera secundum ordines ... 1: 280. 1837. La especie tipo es: Antiphytum cruciatum (Cham.) DC

## Especies aceptadas
A continuación se brinda un listado de las especies del género Antiphytum aceptadas hasta septiembre de 2013, ordenadas alfabéticamente. Para cada una se indica el nombre binomial seguido del autor, abreviado según las convenciones y usos.
- Antiphytum bornmuelleri Pilg.
- Antiphytum caespitosum I.M.Johnst.
- Antiphytum ehrenbergii (Brand) Govaerts
- Antiphytum heliotropioides A.DC.
- Antiphytum hintoniorum L.C.Higgins & B.L.Turner
- Antiphytum humilis (Brand) Govaerts
- Antiphytum nudicalces I.M.Johnst.
- Antiphytum nudicaules I.M. Johnst.
- Antiphytum paniculatum I.M.Johnst.
- Antiphytum parryi S.Watson
- Antiphytum peninsulare (Rose) I.M.Johnst.
- Antiphytum stoechadifolium (Cham.) A.DC.